# Gould (cognome)
Gould è un cognome di lingua inglese.

## Etimologia
Gould è un cognome derivante da un soprannome, variante di Gold, oro.

## Persone
- Arthur Gould (Newport, 10 ottobre 1864 – Newport, 2 gennaio 1919), rugbista gallese
- Benjamin Apthorp Gould (Boston, 27 settembre 1824 – Cambridge, 26 novembre 1896), astronomo statunitense
- Bill Gould (Los Angeles, 24 aprile 1963), bassista e produttore artistico statunitense
- Bobby Gould (Coventry, 12 giugno 1946), calciatore e allenatore di calcio britannico
- Cecil Gould (24 maggio 1918 – 7 aprile 1994), storico dell'arte britannico
- Chester Gould (Pawnee, 20 novembre 1900 – Woodstock, 11 maggio 1985), autore di fumetti statunitense
- Elliott Gould (Brooklyn, 29 agosto 1938), attore statunitense
- Glenn Gould (Toronto, 25 settembre 1932 – Toronto, 4 ottobre 1982), pianista, compositore, clavicembalista e organista canadese
- Gordon Gould (New York, 17 luglio 1920 – New York, 16 settembre 2005), fisico statunitense
- Heywood Gould (...), regista e sceneggiatore statunitense
- Horace Gould (Clifton, 20 settembre 1918 – Southmead, 4 novembre 1968), pilota di Formula 1 britannico
- Irving Gould (... – 2004), imprenditore canadese
- Jay Gould II (New York, 1º settembre 1888 – Margaretville, 26 gennaio 1935), tennista statunitense
- Jason Gould (Roxbury, 27 maggio 1836 – New York, 2 dicembre 1892), imprenditore statunitense
- John Gould (Lyme Regis, 14 settembre 1804 – Londra, 3 febbraio 1881), ornitologo e naturalista britannico
- Jonathan Gould (Paddington, 18 luglio 1968), allenatore ed ex calciatore scozzese
- Joseph Ferdinand Gould (Boston, 1889 – New York, ? 1957), scrittore statunitense
- Morgan Gould (Johannesburg, 23 marzo 1983), calciatore sudafricano
- Sabine Baring-Gould (Exeter, 28 gennaio 1834 – Lewtrenchard (Devon), 2 gennaio 1924), sacerdote e scrittore britannico
- Shane Gould (Sydney, 23 novembre 1956), nuotatrice australiana
- Stephen Jay Gould (New York, 10 settembre 1941 – 20 maggio 2002), biologo, zoologo, paleontologo e storico della scienza statunitense
- Stephen Gould Fisher (Marine City, 29 agosto 1912 – Canoga Park, 27 marzo 1980), scrittore statunitense
- Robert Gould Shaw (Boston, 10 ottobre 1837 – Charleston, 18 luglio 1863), militare statunitense